# Полнов, Георгий Фёдорович
Георгий Фёдорович Полнов — советский хозяйственный, государственный и политический деятель.

## Биография
Родился в 1925 году в Гурьеве. Член КПСС.
Участник Великой Отечественной войны, С 1952 года — на хозяйственной, общественной и политической работе. В 1952—1985 гг. —лектор Димитровградского горкома КПСС, заведующий отделом пропаганды и агитации Димитровградского горкома КПСС, преподаватель
общественных дисциплин в мужской школе № 17, заведующий домом политпросвещения, секретарь по идеологии, первый секретарь Димитровградского горкома КПСС.
Делегат XXIV съезда КПСС.
При Полнове Димитровград преодолел рубеж в 100 тысяч человек населения и был награждён орденом Дружбы народов.
Умер в Димитровграде в 2010 году.